# مرقمت (الرستاق)
مرقمت منطقة سكنية تقع في ولاية الرستاق، التابعة لمحافظة جنوب الباطنة في سلطنة عمان. يقدر عدد سكانها بـ 8 نسمة حسب إحصاء عام 2010 التابع للمركز الوطني للإحصاء والمعلومات الحكومي. رمز المنطقة هو 70120180.

## الوصلات الخارجية
- المركز الوطني للإحصاء والمعلومات، سلطنة عمان